# Вспыхивающая звезда
Вспыхивающие звёзды или звёзды типа UV Кита — переменные звёзды, резко и непериодически увеличивающие свою светимость в несколько раз во всём диапазоне от радиоволн до рентгеновского излучения.
Вспыхивающие звёзды — это тусклые красные карлики с небольшой массой, иногда отмечаются вспышки на коричневых карликах. Представляют собой самый многочисленный класс переменных звёзд, но из-за тусклости их известно не очень много — все известные вспыхивающие звёзды находятся на расстоянии не более 1000 св. лет. Многие ближайшие к Солнцу звёзды, в том числе Проксима Центавра, DX Рака и Вольф 359, принадлежат к этому классу.
Вспышки могут длиться от минут до нескольких часов, средний интервал между вспышками — от часа до десятков суток. Начало вспышки происходит гораздо быстрее, чем угасание, звезда может увеличить свой блеск вдвое всего за несколько секунд. Во время вспышки резко меняется спектр звезды, в синей и ультрафиолетовой областях появляется непрерывный спектр излучения.
Предполагается, что солнечные вспышки имеют примерно ту же природу, хотя и гораздо слабее. Причём вспышки на Солнце слабее не только по относительной величине (Солнце значительно ярче красных карликов, показывающих вспышки типа UV Кита), но и по количеству высвобождаемой во время вспышки энергии.
Явление звездных вспышек объясняется увеличением энергии инфракрасных фотонов при столкновениях с быстрыми электронами в ходе обратного комптон-эффекта ("гипотеза быстрых электронов").